# Yippee, Yappee et Yahooey
Yippee, Yappee et Yahooey (Yippee, Yappee and Yahooey) est une série télévisée d'animation américaine de 23 épisodes de sept minutes créée par William Hanna et Joseph Barbera et produite par Hanna-Barbera Productions, diffusée aux États-Unis depuis le 16 septembre 1964.
En France, la série a été diffusée pendant les années 1970 sur Antenne 2 et sur TF1 dans l'émission Les Visiteurs du mercredi puis sur l'ORTF, et enfin en 2005-2008 sur Boomerang.

## Synopsis
Yippee, Yappee et Yahooey sont des chiens anthropomorphes qui sont les gardes du roi, lequel les appelle généralement « les gardes loufoques ». Ils doivent toujours protéger, servir et obéir au roi (ils sont vaguement basés sur Les Trois Mousquetaires). Parfois, les trois héros se retrouvent à combattre un dragon cracheur de feu et d'autres méchants.

## Voix originales
- Doug Young : Yippee
- Daws Butler: Yahooey
- Hal Smith : Yappee, le roi

## Production
- Le compositeur Irving Berlin, alors qu'il servait dans l'armée pendant la Première Guerre mondiale, a écrit un spectacle qu'il a intitulé Yip Yip Yaphank. Il se trouvait alors au Camp Yaphank, nom qui a inspiré les noms des personnages du dessin animé.
- Une erreur courante dans presque tous les courts métrages est que les voix de Yippee, Yappee et Yahooey ont tendance à se confondre.
- Le personnage de Yahooey parle beaucoup à la manière de l'acteur comique Jerry Lewis.

## Épisodes en VO
1. The Volunteers
2. Black Bart
3. Double Dragon
4. Outlaw In-Law
5. Horse Shoo Fly
6. Wild Child
7. Witch is Whitch?
8. Wise Quacking
9. Nautical Nitwits
10. Job Robbed
11. Unicorn on the Cob
12. Mouse Rout
13. Handy Dandy Lion
14. Sappy Birthday
15. King of the Roadhogs
16. Palace Pal Picnic
17. Sleepy Time King
18. Pie Pie Blackbird
19. What the Hex Going On?
20. Eviction Capers
21. Hero Sandwiched
22. Throne for a Loss
23. Royal Rhubard